# Codiaeum
Codiaeum (denominado popularmente como crotón) es un género de plantas de la familia Euphorbiaceae
Sus hojas son de disposición alterna, pecioladas, persistentes, coráceas; su coloración es variable, dentro de un rango del verde al rojizo, con tonos amarillos también. Dicha coloración suele seguir pautas: las hay moteadas y listadas. La forma foliar es variable, aunque suele oscilar entre linear a lobulada, con una lámina cambada y los márgenes ondulados
Las flores, como en el resto de representantes de la familia Euphorbiaceae, están agrupadas en ciatios; por lo demás, son poco llamativas, careciendo de interés ornamental.

## Cultivo
Requieren una elevada humedad tanto en la tierra como en el aire ambiente para permanecer lozanas, lejos de fuentes de calor deshidratantes, como son estufas y radiadores. Estas plantas deben regarse frecuentemente, así como abonarse. Pese a emplearse como plantas de interior, requieren no estar demasiado alejadas de ventanas o balcones a riesgo de perder su color, inhibir la fotosíntesis y provocar su marchitamiento.
Codiaeum no tolera temperaturas menores a los 16 °C. Durante el invierno, la tasa de crecimiento es menor y la planta está quiescente, llegando a perder sus hojas basales.

## Curiosidades
Como otras euforbiáceas, su tallo emite un látex al ser herido que resulta irritante al contacto con piel y mucosas; es especialmente importante evitar el contacto con los ojos. Por ello, se recomienda emplear guantes para su manipulación.

## Taxonomía
El género fue descrito por Rumph. ex Adrien-Henri de Jussieu y publicado en De Euphorbiacearum Generibus Medicisque earumdem viribus tentamen, tabulis aeneis 18 illustratum 33. 1824. La especie tipo es: Codiaeum variegatum (L.) Rumph. ex A. Juss. 

## Especies
El género incluye unas 17 especies, de las cuales las más importante es C. variegatum. Otras especies son: C. affine, C. hirsutum, C. megalanthum, C. pictum y C. tenerifolium.
- Codiaeum affine Merr.
- Codiaeum bractiferum (Roxb.) Merr.
- Codiaeum ciliatum Merr.
- Codiaeum finisterrae Pax & K.Hoffm.
- Codiaeum hirsutum Merr.
- Codiaeum ludovicianum Airy Shaw
- Codiaeum luzonicum Merr.
- Codiaeum macgregorii Merr.
- Codiaeum megalanthum Merr.
- Codiaeum membranaceum S.Moore
- Codiaeum oligogynum McPherson
- Codiaeum palawanense Elmer
- Codiaeum peltatum (Labill.) P.S.Green
- Codiaeum stellingianum Warb.
- Codiaeum tenerifolium Airy Shaw
- Codiaeum trichocalyx Merr.
- Codiaeum variegatum (L.) Rumph. ex A.Juss.